# Philip de László
Philip Alexius de László (maďarsky: László Fülöp Elek; 30. dubna 1869 – 22. listopadu 1937) byl anglo-uherský malíř, známý zejména pro své portréty královských a aristokratických osobností.

## Mládí
László se narodil roku 1869 v Budapešti jako Fülöp Laub, nejstarší syn Adolfa a Johanny Laubových, krejčího a švadleny židovského původu. Fülöp a jeho mladší bratr Marczi si v roce 1891 změnili příjmení na László.
V raném věku chtěl být Philip fotografem, a také se jím vyučoval, současně s tím studoval umění, přičemž nakonec získal místo na Národní akademii umění, kde studoval u Bertalana Székelyho a Károlyho Lotze. Následně studoval umění v Mnichově a v Paříži. Lászlóův portrét papeže Lva XIII. mu na mezinárodní výstavě v Paříži v roce 1900 získal velkou zlatou medaili. V roce 1903 se László přestěhoval z Budapešti do Vídně. O čtyři roky později, roku 1907 se přestěhoval do Londýna, a tam následně strávil zbytek svého života, i když velmi často cestoval po světě, aby plnil zakázky.

## Osobní život
V roce 1900 se László oženil s Lucy Madeleine Guinnessovou, příslušnicí bankovní větve rodiny Guinnessových a sestrou Henryho Guinnesse. Poprvé se setkali v Mnichově v roce 1892, ale po několik let jim bylo zakázáno se navzájem vídat. Pár měl 6 dětí a 17 vnoučat.
László se začal zajímat o katolicismus jako mladý muž, pravděpodobně díky svému přátelství s manželi Valentinovými, starším bavorským párem. V roce 1894 byl pokřtěn a stal se katolíkem. Jeho víra byla zvláště posílena jeho návštěvou ve Vatikánu v roce 1900, kde se setkal a namaloval stárnoucího papeže Lva XIII. László po sňatku konvertoval k anglikánství a jeho děti byly vychovávány jako protestanti. Na přednášce Fisher Society v roce 1934 řekl: „Věřím, že uctívání přírody je náboženská povinnost. V přírodě vidím nejúplnější zjevení Božství a věřím, že pouze přijetím tohoto zjevení a snahou o jeho pochopení v celé jeho dokonalosti mohu dokázat, že moje uctívání je upřímné.“

## Pozdější život
Lászlóovi byla od jeho patronů udělena řada vyznamenání a medailí. V roce 1909 byl udělen Královský řád Viktoriin králem Eduardem VII. V roce 1912 byl uherským králem Františkem Josefem povýšen do šlechtického stavu; jeho příjmení potom znělo „László de Lombos“, brzy na to však začal používat příjmení „de László“.
Přes jeho britské občanství, jeho manželství a pět britských synů byl de László internován na více než dvanáct měsíců v letech 1917 až 1918 během první světové války a obviněn z navazování kontaktů s nepřítelem (napsal dopisy rodinným příslušníkům v Rakousku). Byl propuštěn z důvodu špatného zdraví a rehabilitován v červnu 1919.
V důsledku přepracování trpěl de László v posledních letech svého života srdečními problémy. V říjnu 1937 měl infarkt a o měsíc později zemřel ve svém domě Hyme House na londýnském Hampsteadu.
V roce 1939 byl vydán Autorizovaný život Philipa de László od Owena Ruttera, napsaný ve spolupráci s de László. V roce 2010 vydala společnost Yale University Press De László, jeho život a umění od Duffa Hart-Davise a Dr. Caroline Corbeau-Parsonsa. Jeho tvorba čítá téměř 4 000 děl, včetně kreseb.

## Vyobrazené postavy
László za svůj život namaloval portréty těchto osob:
- The Archimandrite Gregorius (1894)
- Ignaz Wechselmann (1894)
- František Josef I., rakouský císař (1896)
- Hrabě Albert Apponyi (1897)
- Císařovna Alžběta Bavorská (posmrtně, 1898–99)
- Charles Alexander, sasko-výmarsko-eisenašský velkovévoda (1898)
- Hrabě a hraběnka Jean de Castellane (1899)
- Maria Agathe, vévodkyně z Ratiboře, princezna z Corvey (1899)
- Princ Chlodwig zu Hohenlohe-Schillingsfürst (1899)
- Mariano kardinál Rampolla (1900)
- Papež Lev XIII. (1900)
- Sir Ernest Cassel (1900)
- Lucy Guinnessová (budoucí manželka Philipa Lászlóa; 1901, 1902, 1918, 1919 a 1936)
- Elisabeth, vévodkyně Clermont-Tonnerre (1902)
- Vévoda a vévodkyně z Gramontu (1902)
- Jan Kubelík (1903)
- Joseph Joachim (1903)
- Eduard VII., král Spojeného království  (1907)
- Hrabě Leopold Berchtold (1907)
- James Lowther, 1. ullswaterský vikomt (1907)
- Louise, švédská královna (1907)
- Princezna Alice Řecká a Dánská (1907)
- Sir Alfred East (1907)
- Arthur Balfour (1908, 1914)
- Joseph Ferguson Peacocke, dublinský arcibiskup (1908)
- Vilém II., německý císař (1908)
- Louis Mountbatten, 1. markýz z Milford Haven  (1910)
- Stephen a Paul de László (jeho synové, 1910)
- Theodore Roosevelt, americký prezident (1910)
- Viktorie Eugenia, španělská královna (1910, 1913, 1920, 1927 a 1928)
- Vita Sackville-Westová (1910)
- Frederick Roberts, 1. hrabě Roberts (1911)
- Robin Vane-Tempest-Stewart, 8. markýz z Londonderry (1911)
- William Waldegrave Palmer, 2. hrabě z Selborne (1911)
- Lord a Lady Mintoovi (1912)
- William Cavendish-Bentinck, 6. vévoda z Portlandu (1912)
- George Curzon, 1. markýz Curzon z Kedlestonu (1913)
- Lady Castlereagh (1913)
- Mary Frances Dundas McEwenová  (1913 nebo 1914)
- Princ Ondřej Řecký a Dánský (1913)
- Hudson Kearley, 1. devonportský vikomt (1914)
- Král Konstantin I. Řecký (1914)
- Řecká královna Olga (1914)
- James Robert Dundas McEwen (1915)
- Nina Georgijevna, ruská princezna (březen 1915)
- Princezna Louise, vévodkyně z Argyll (1915)
- Arnold Keppel, 1. hrabě z Albemarlu (1916)
- Johnny de László (nejmladší syn Philipa Lászlóa; 1919)
- Sir Austen Chamberlain (1920)
- Jelena Vladimirovna Ruská (1922)
- Edwina Mountbattenová, hraběnka Mountbattenová z Barmy (1924)
- Rumunská královna Marie (1924)
- Helena Řecká a Dánská (1925)
- Královna Elizabeth Bowes-Lyon (1925, 1931)
- Louis Mountbatten, 1. hrabě Mountbatten z Barmy (1925)
- Profesor Vittorio Putti (1925)
- Calvin Coolidge, americký prezident (1926)
- Lord Leverhulme (1926)
- Pauline Morton Sabinová (1926)
- Randall Davidson, arcibiskup z Canterbury  (1926)
- Sir Henry Birchenough (1926)
- Alfons XIII., španělský král (1927)
- Hraběnka z Mansfieldu (1927)
- Charles Holme (1928)
- Monacký princ Ludvík II. (1928)
- Monacká princezna Charlotte (1928)
- Princezna Alice, hraběnka z Athlone (1929)
- Hrabě z Mansfieldu (1930)
- Andrew W. Mellon (1931)
- George Bell, biskup z Chichesteru (1931)
- George Claridge Druce, britský botanik  (1931)
- Jiří VI., král Spojeného království (1931)
- Cosmo Gordon Lang, arcibiskup z Canterbury (1932)
- Alžběta II., královna Spojeného království (1933)
- Princ George, vévoda z Kentu (1934)
- Princezna Marina, vévodkyně z Kentu (1934)
- Princ Arthur, vévoda z Connaught a Strathearn (1937)
- Alexandra Dánská, královna Spojeného království (?)
- Baronka Conrad de Meyendorff (?)

## Galerie

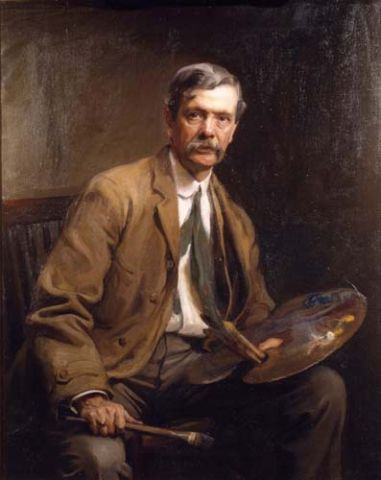
Sir Alfred East, 1907
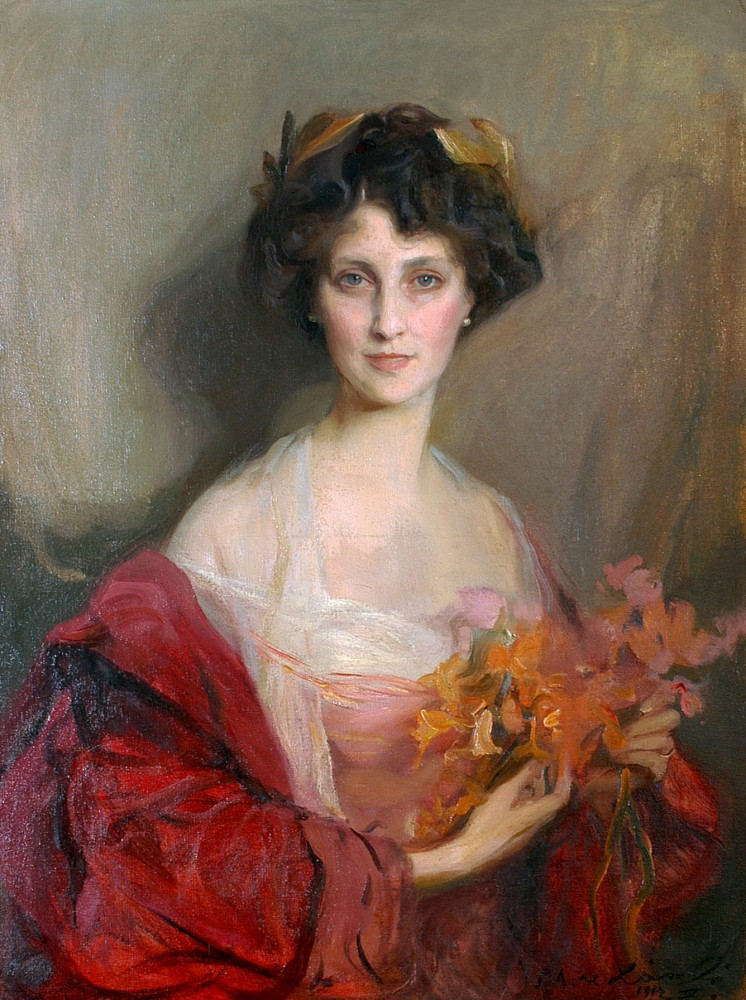
Winifred Cavendish-Bentinck (rozená Dallas-Yorke), 6. vévodkyně z Portlandu, 1912
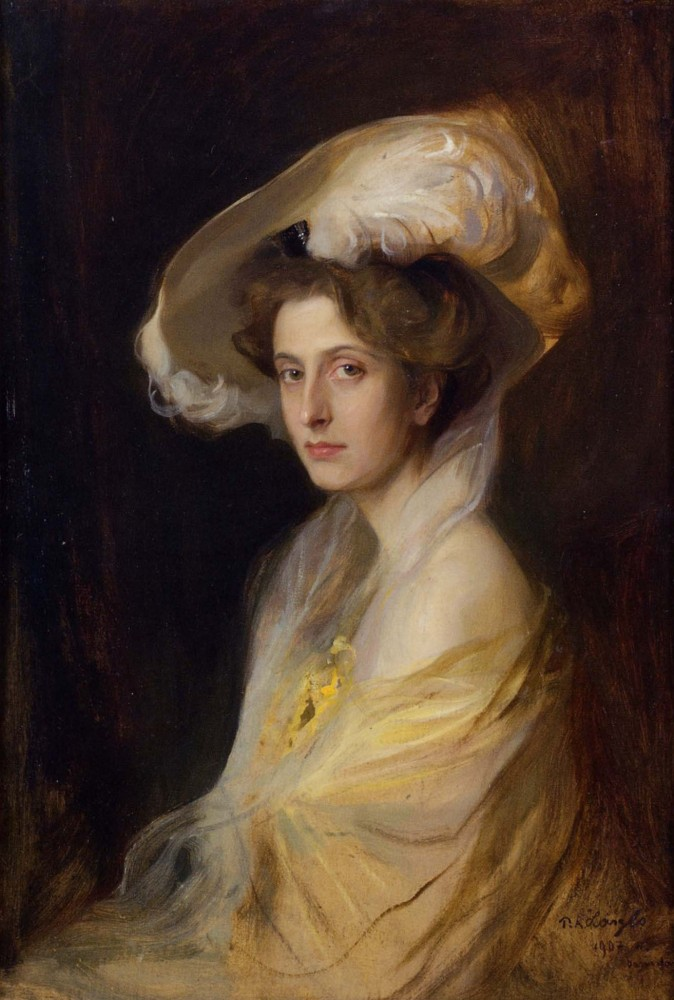
Lady Louise Mountbattenová (později královna Švédska), 1907
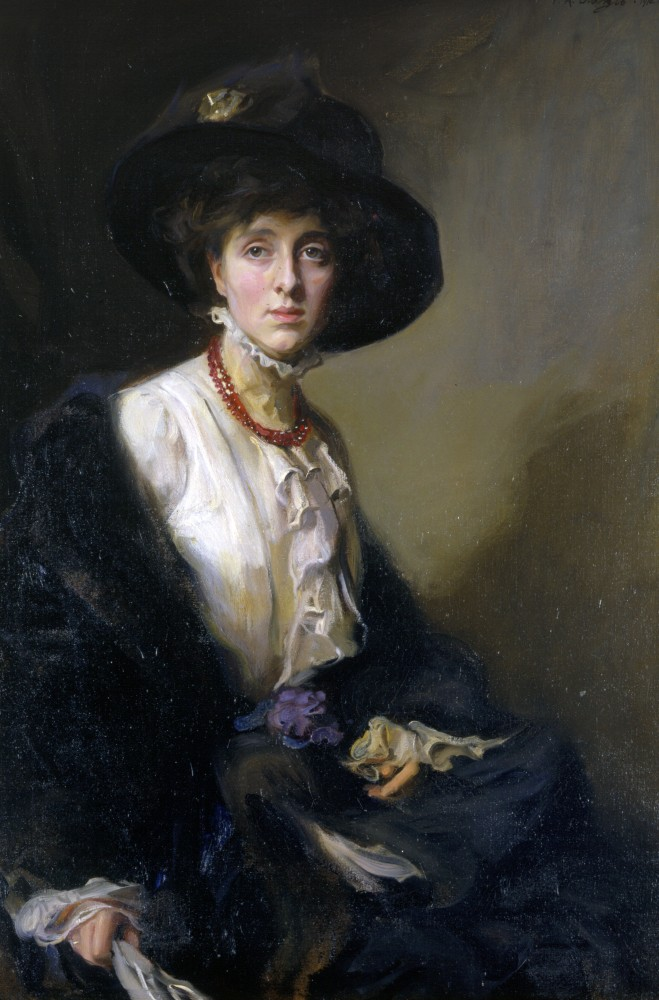
Vita Sackville-Westová, 1910
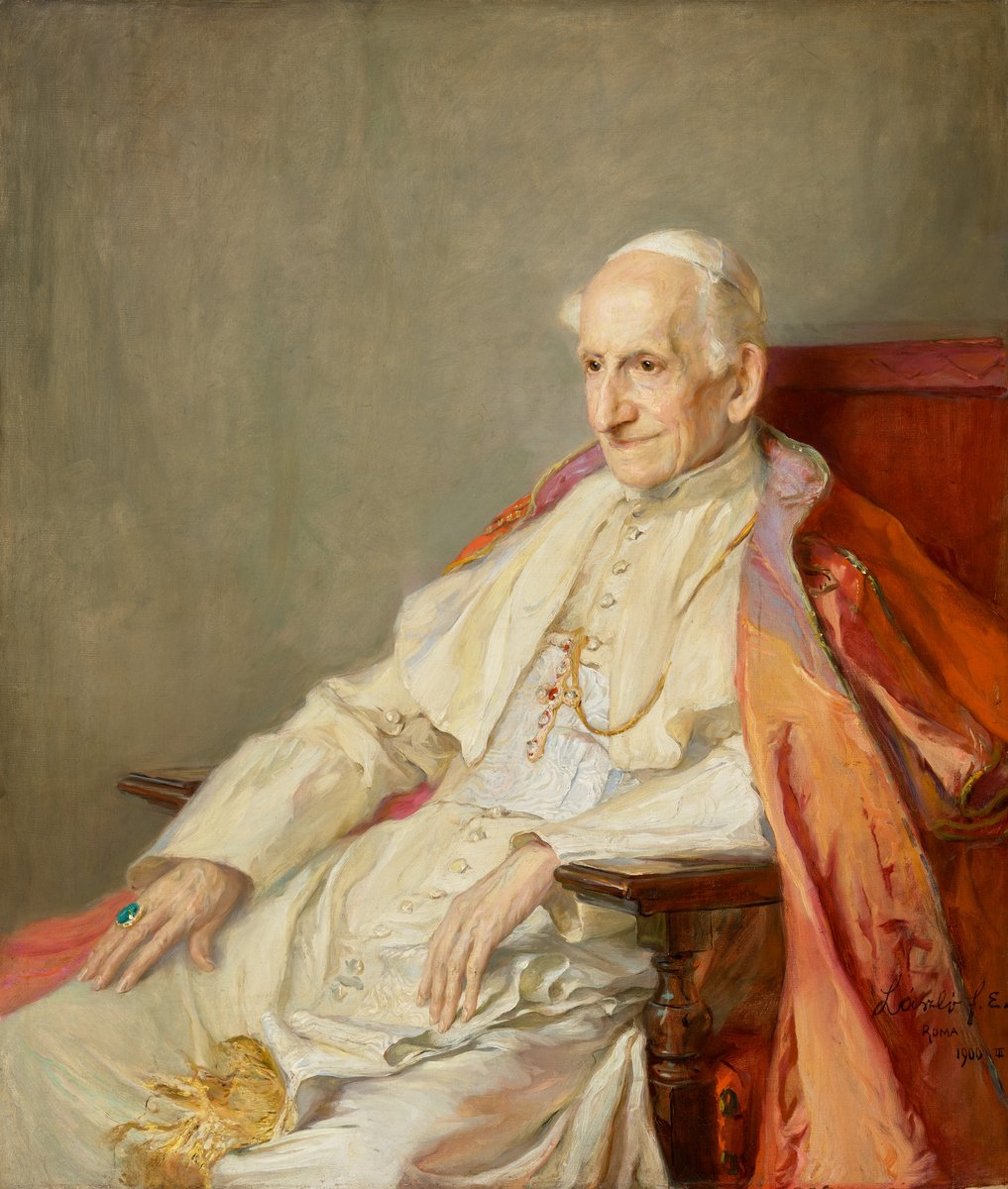
Papež Lev XIII.
Německá císařovna, pruská královna, Augusta Viktorie Šlesvicko-Holštýnská, 1908
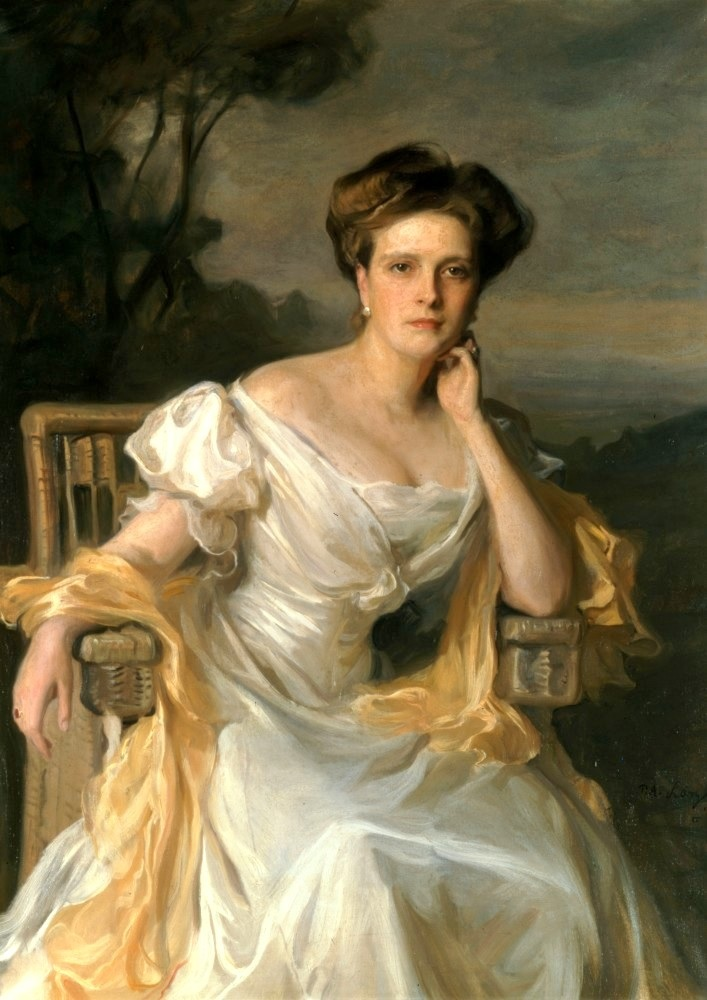
Princezna Alice z Battenbergu, 1907
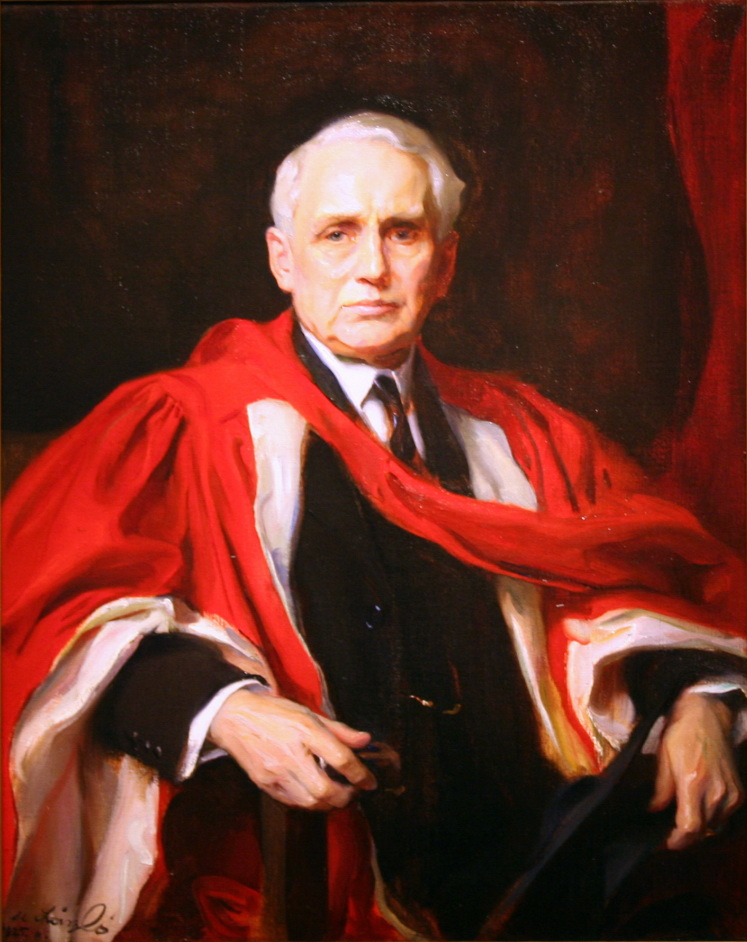
Frank B. Kellogg
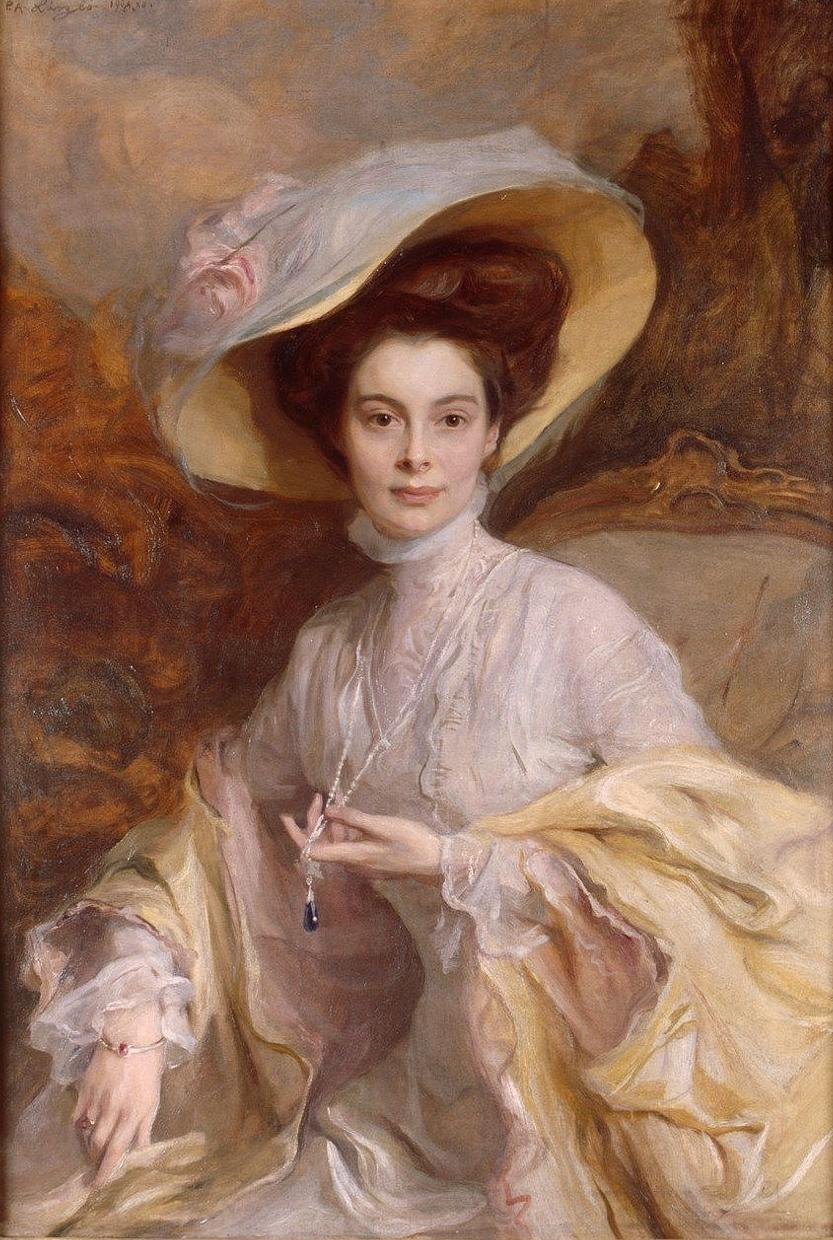
Německá korunní princezna Cecílie Meklenbursko-Zvěřínská, 1908
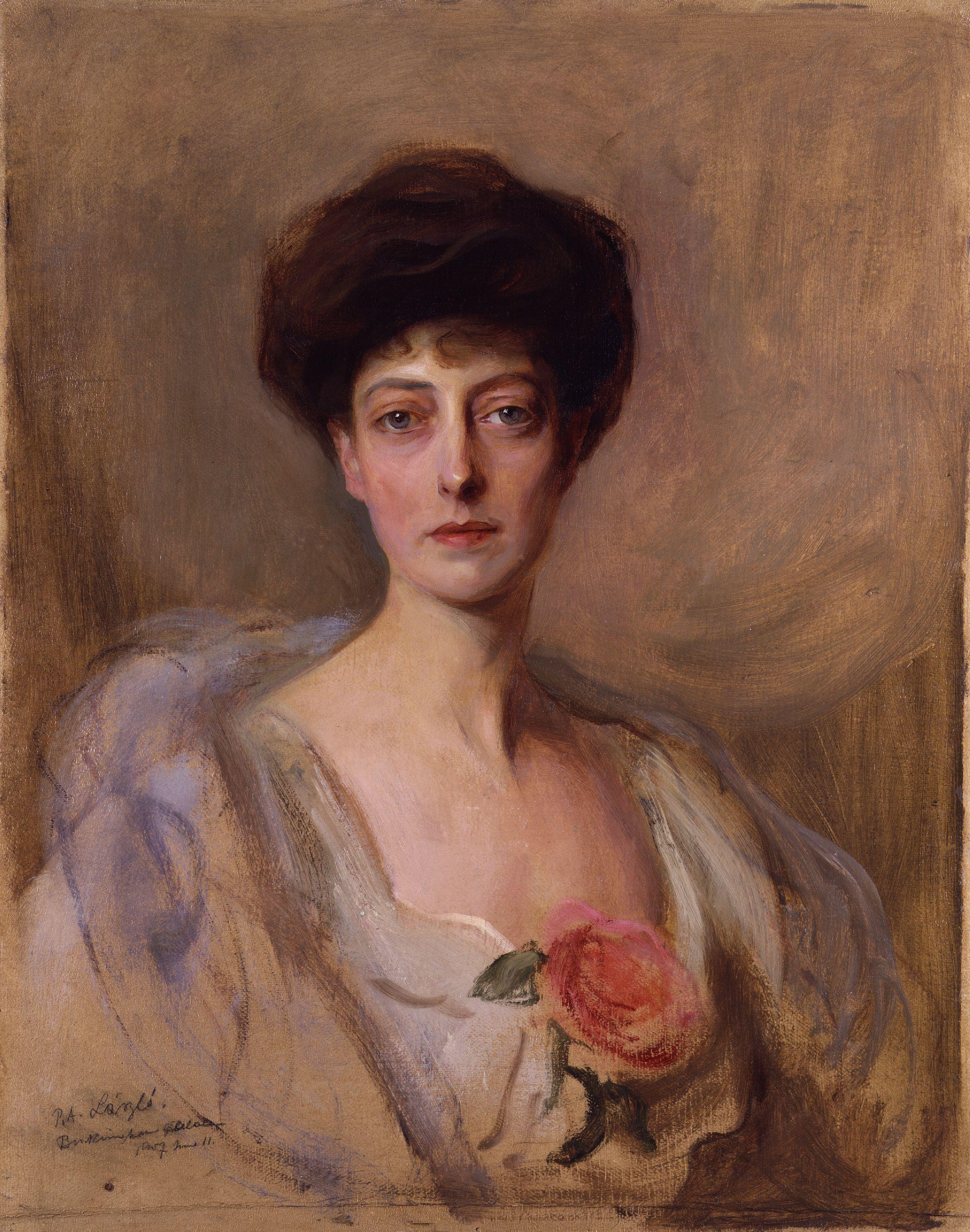
Britská princezna Viktorie
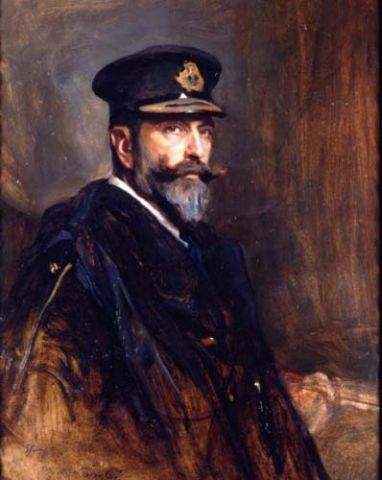
Princ Ludvík z Battenbergu, 1910
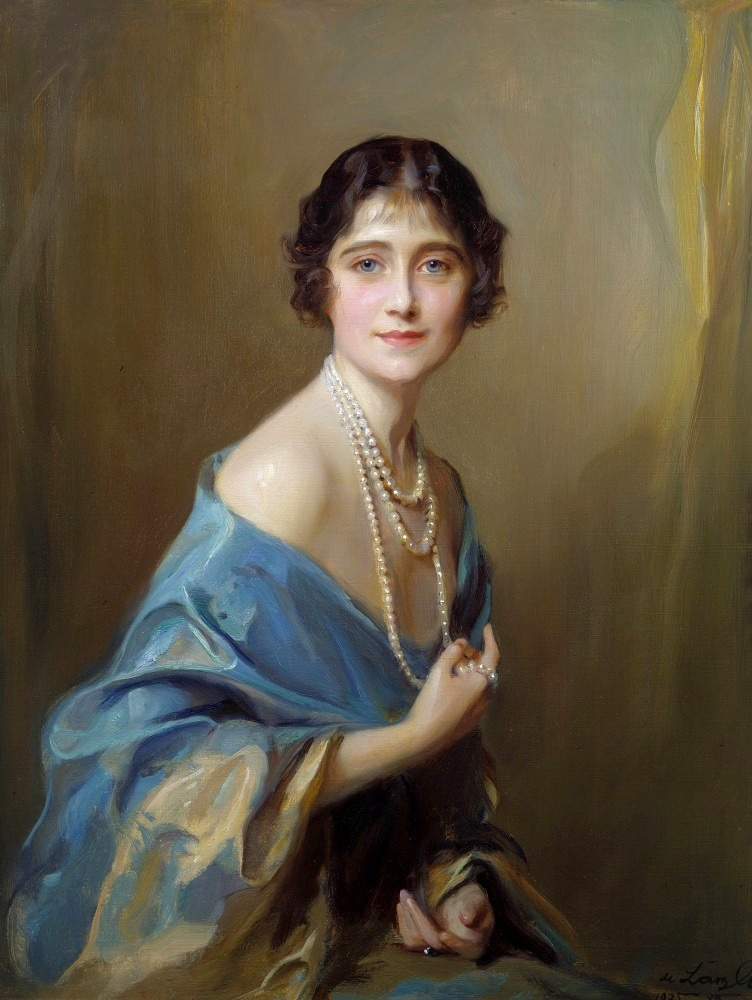
Elizabeth, vévodkyně z Yorku (později Její Veličenstvo královna Alžběta, královna matka), 1925
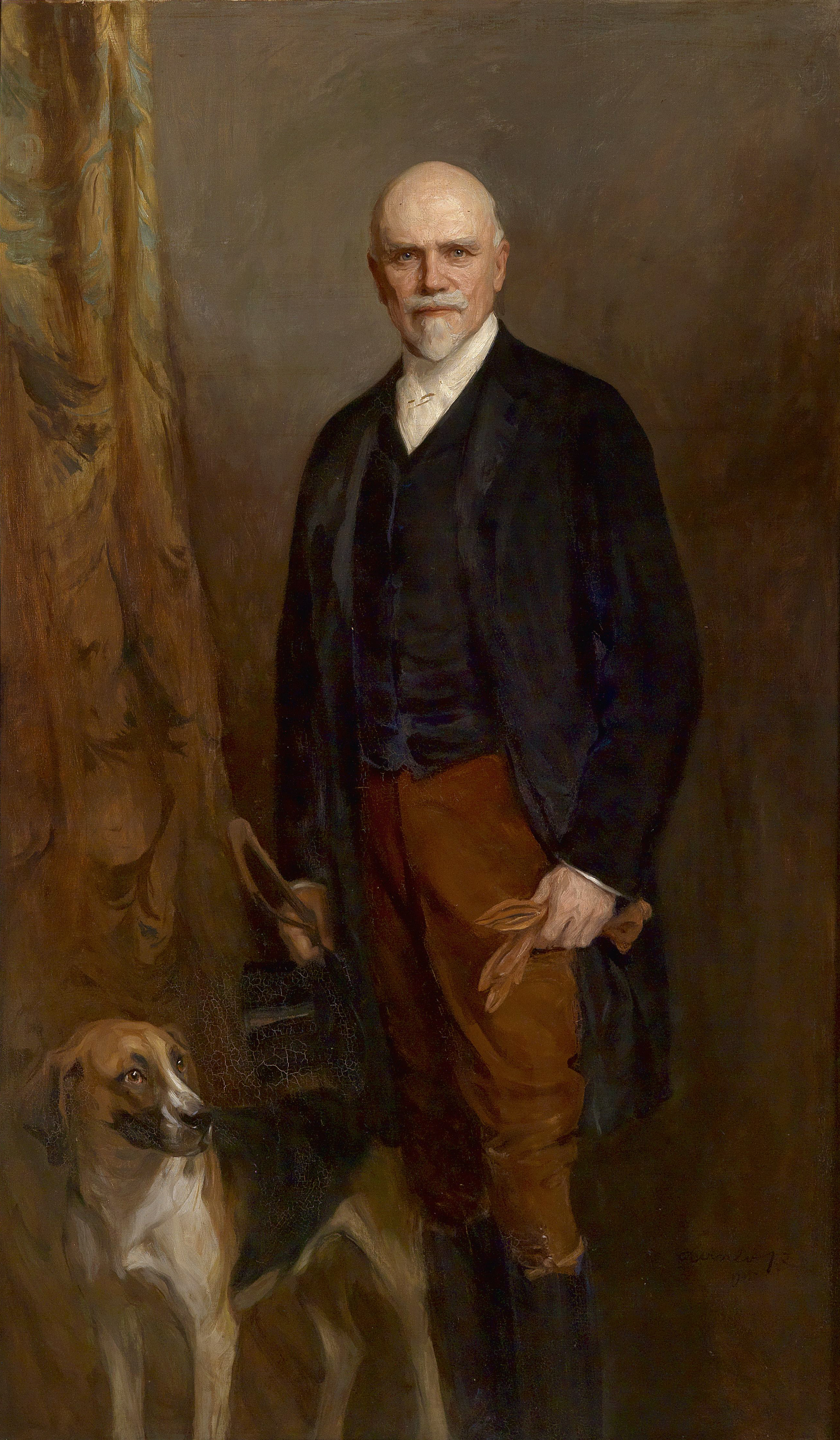
Hrabě Jindřich Larisch-Mönnich II.
Princezna Elizabeth z Yorku, v té době královna Elizabeth II Spojeného království, 1933
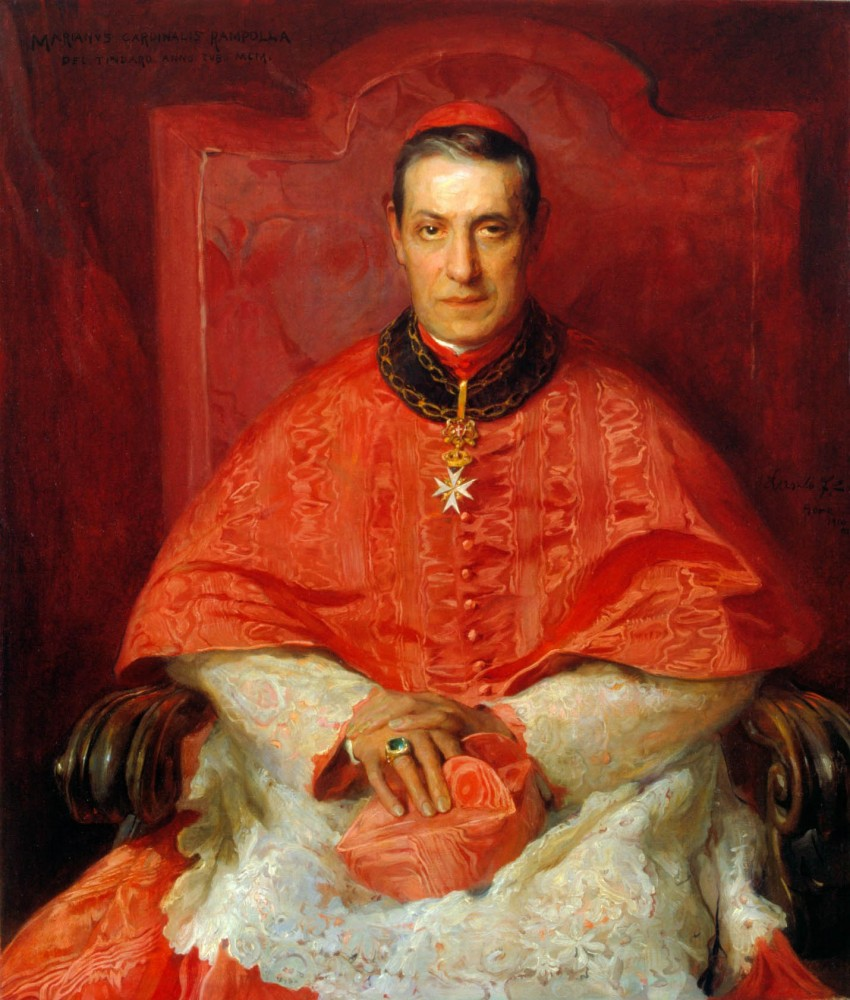
Kardinál Mariano Rampolla
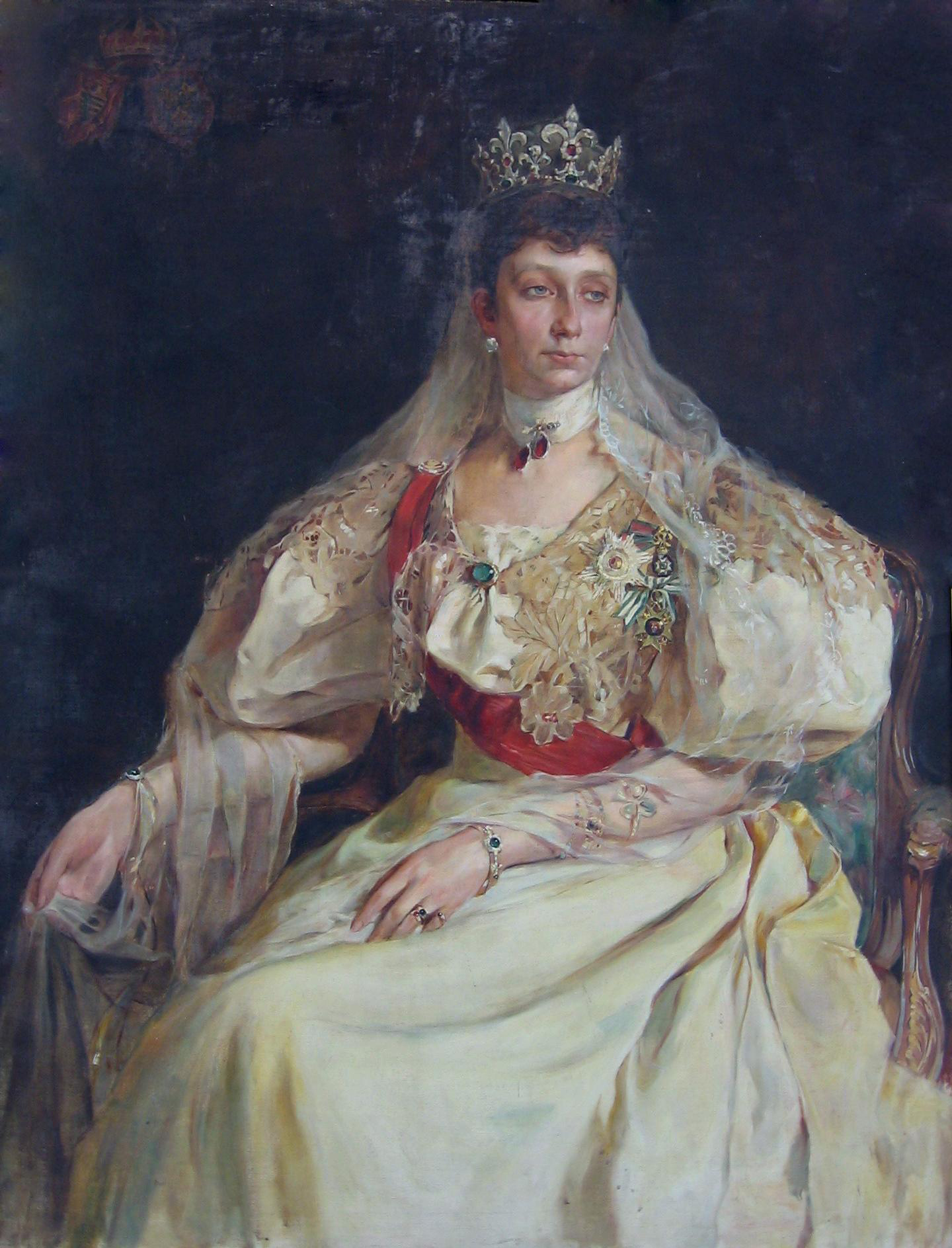
Marie Luisa Bourbonsko-Parmská
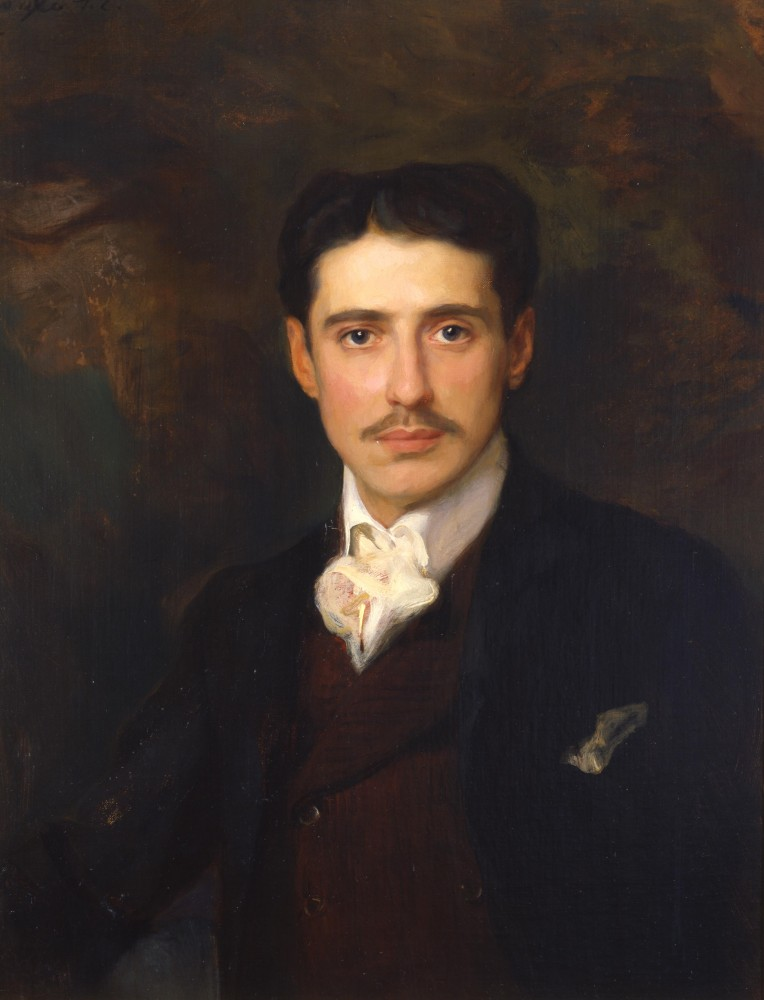
Portrét Antoine de Gramont (1879-1962) 12. vévoda z Gramontu (1904)
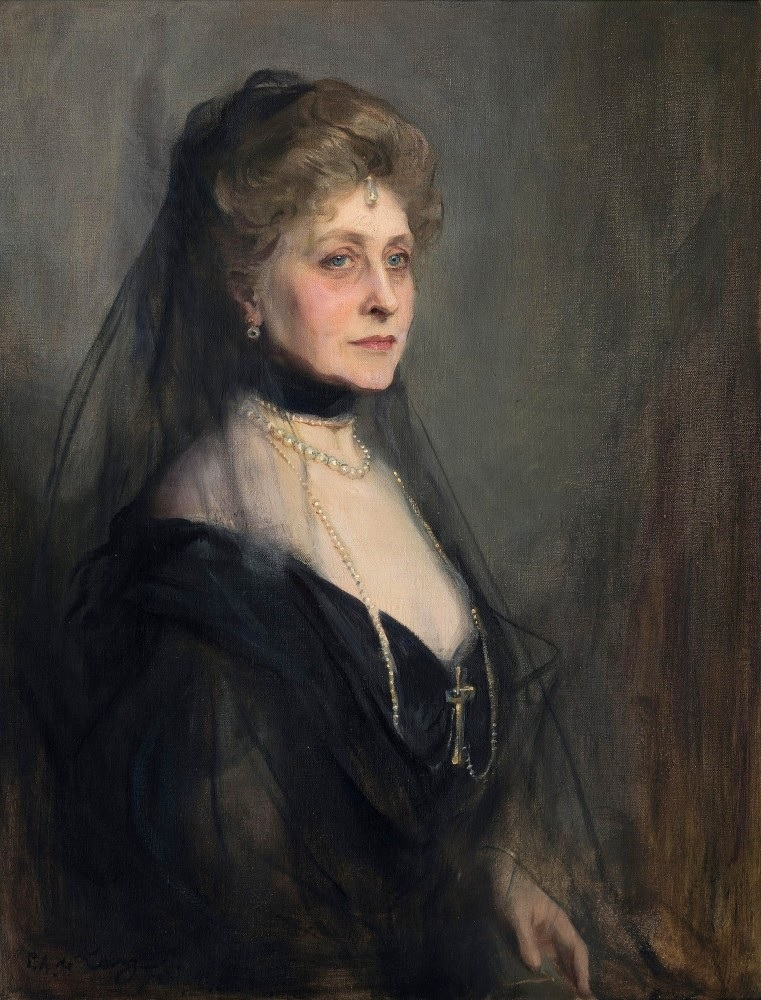
Luisa, vévodkyně z Argyllu, ovdovělá, 1915
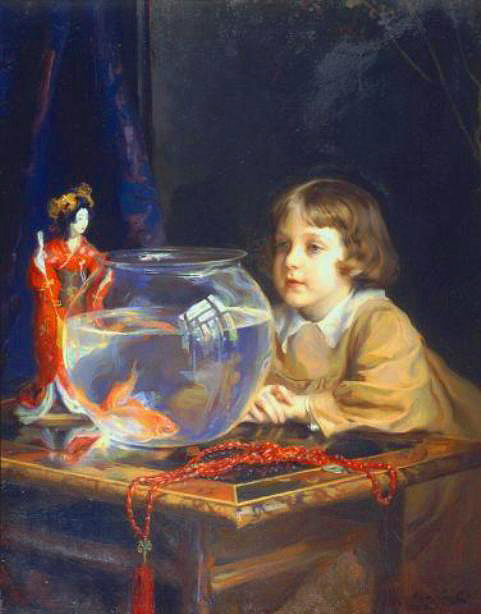
Syn umělce, 1917
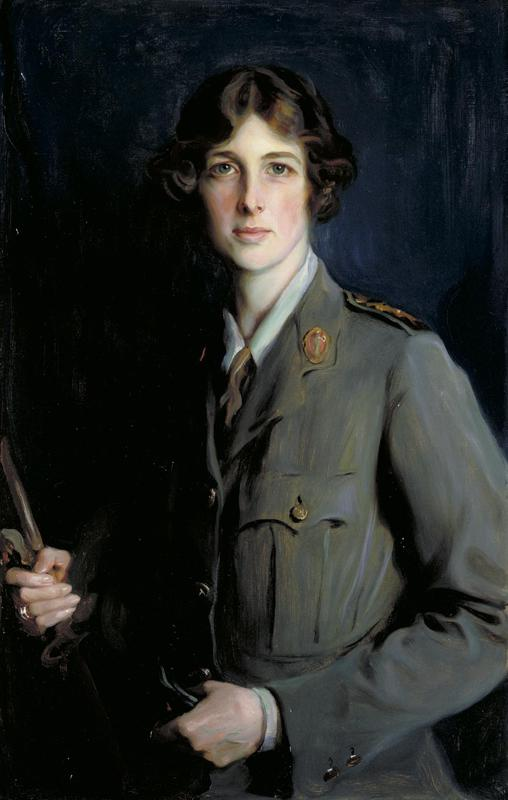
Markýza z Londonderry, Dbe, 1918
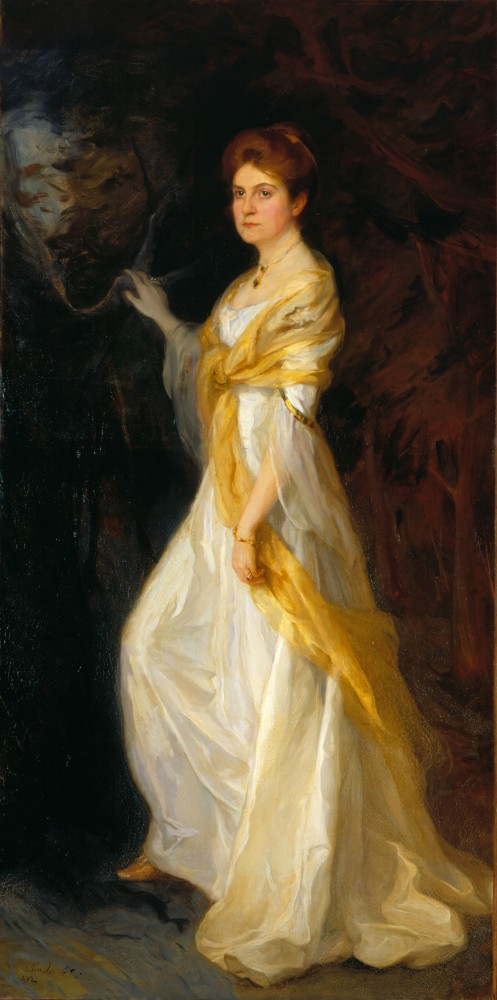
Portrét Corisandy, markýzy de Noailles, 1902
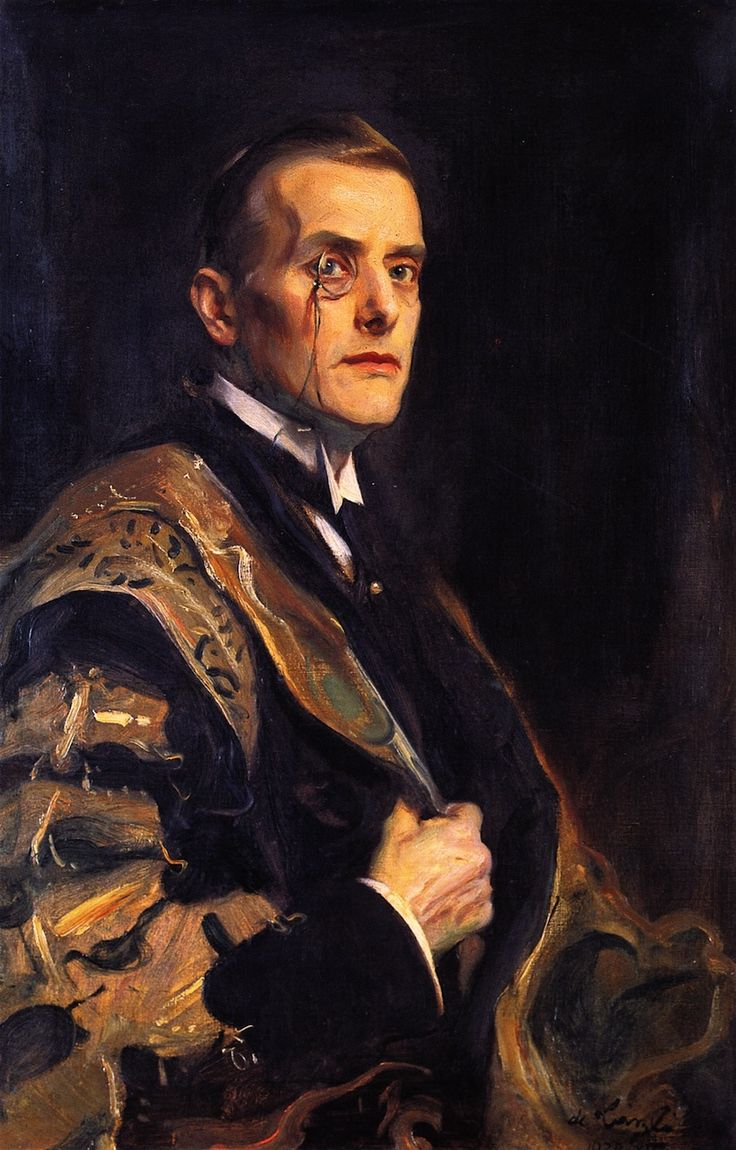
Portrét Rt. Hon. Sir Austen Chamberlain, 1920
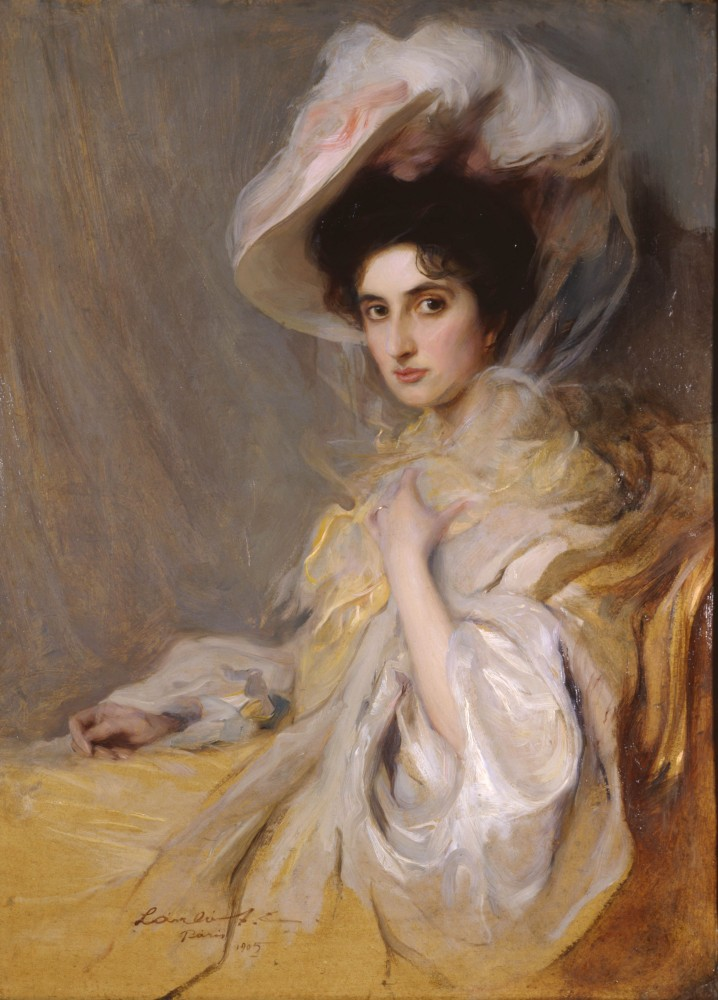
Elaine, vévodkyně de Gramont
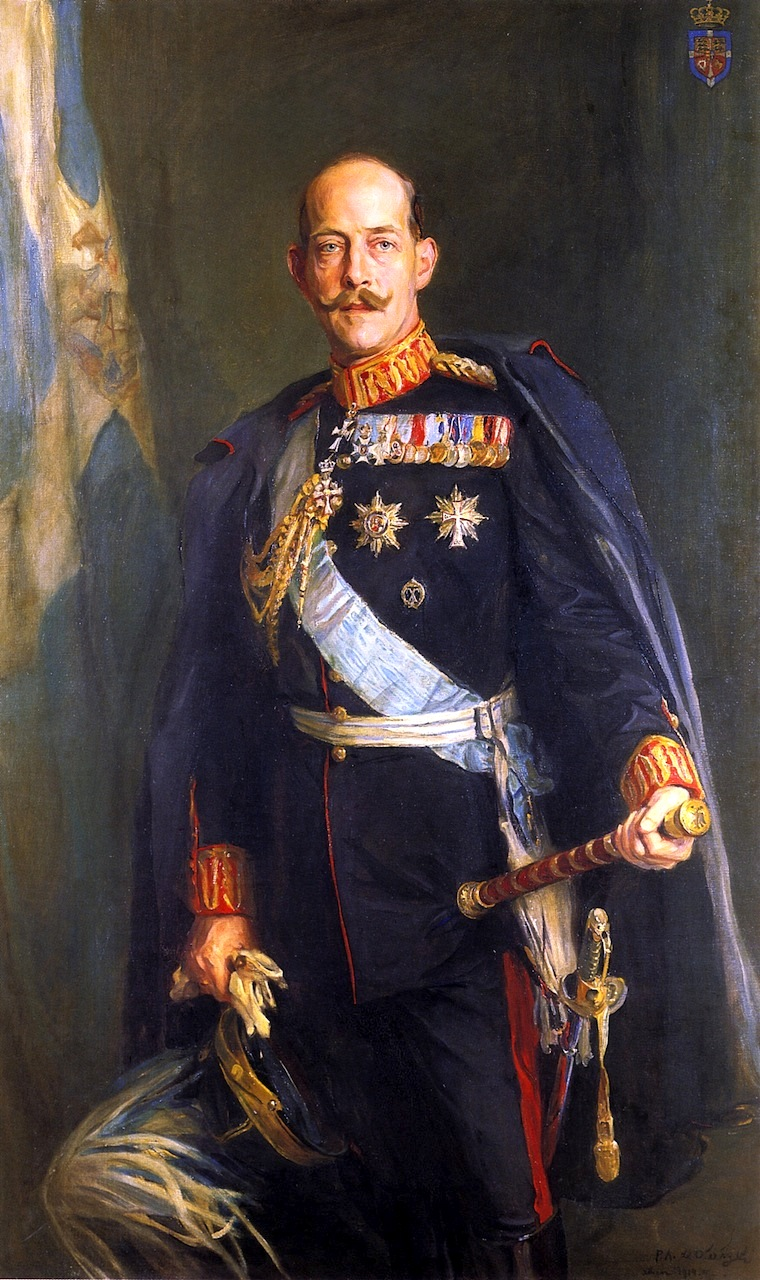
Konstantin I. Řecký, duben 1914
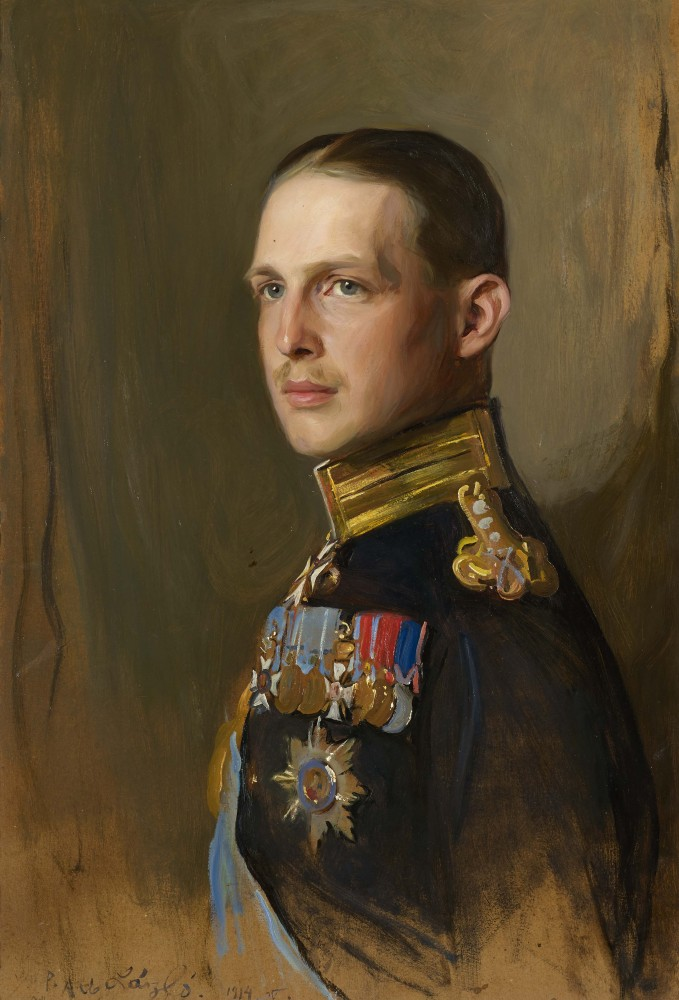
Jiří II. Řecký, 1914
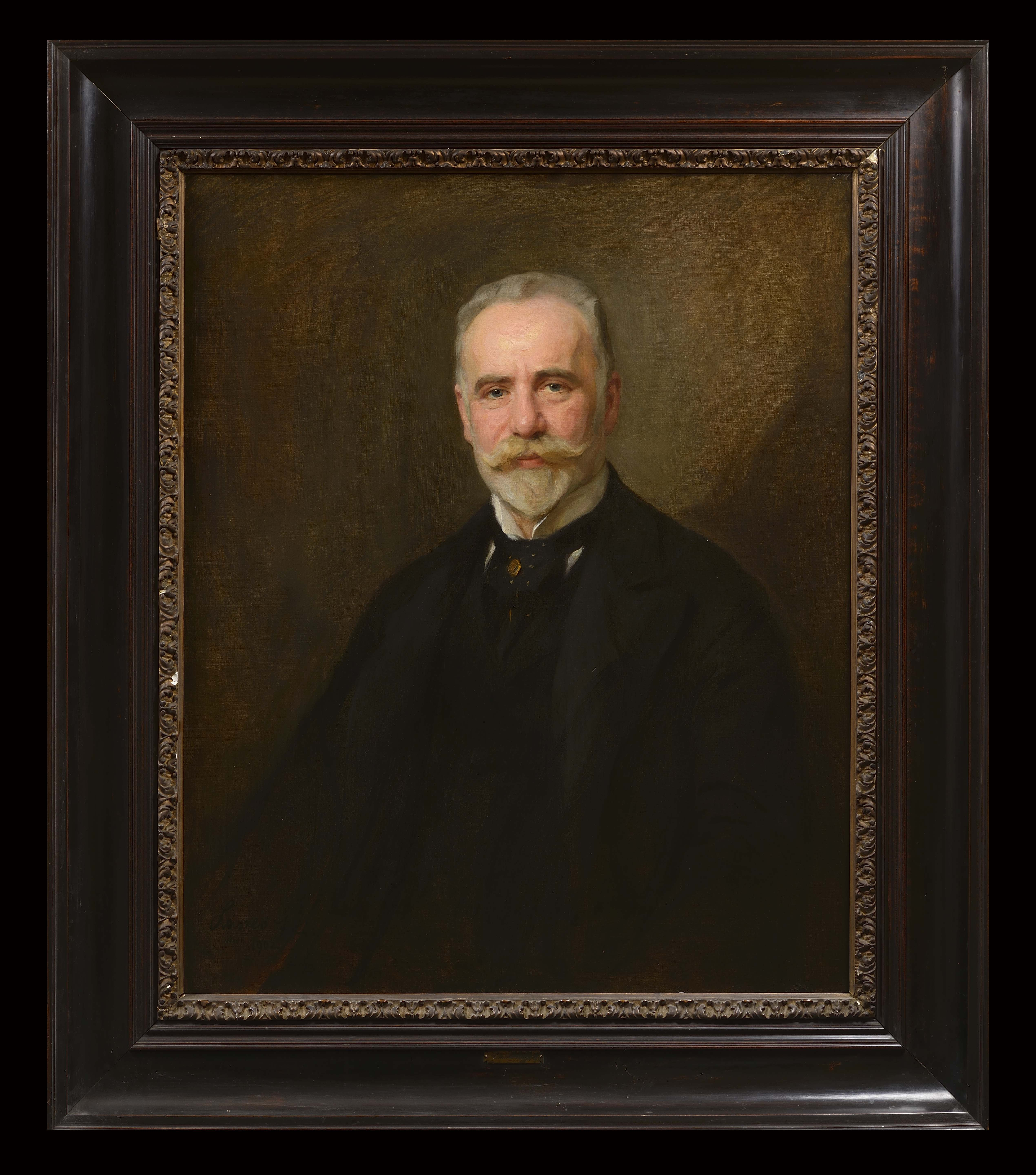
Max Feilchenfeld 1902.
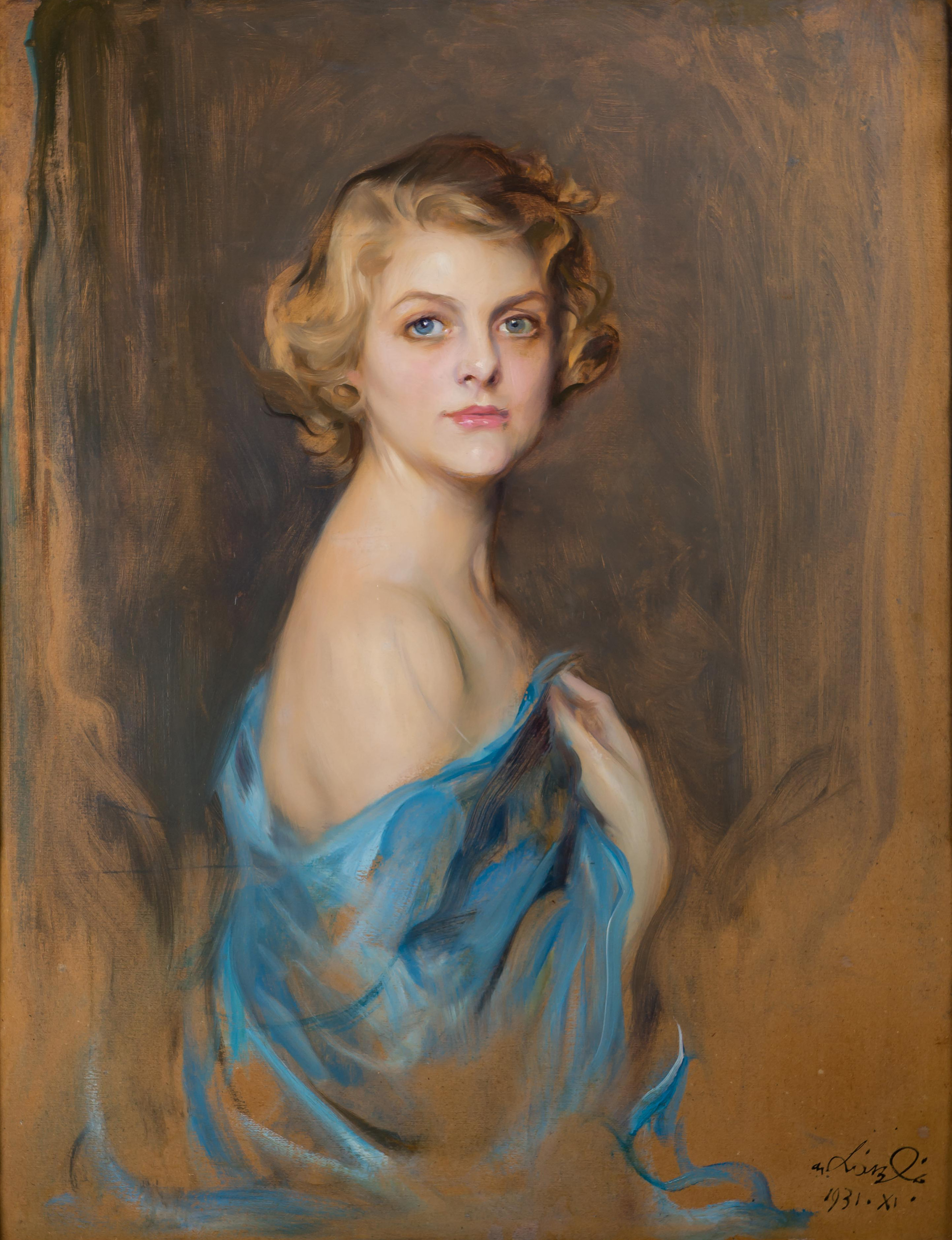
Paní Theodore P. Grosvenorová, rozená Anita Strawbridgeová